# Chris Hondros
Christopher Eric „Chris“ Hondros (* 14. März 1970 in New York City; † 20. April 2011 in Misrata, Libyen) war ein US-amerikanischer Fotojournalist und Kriegsberichterstatter.

## Leben
Chris Hondros, Kind aus einer Einwandererfamilie von Überlebenden des Zweiten Weltkrieges aus Deutschland und Griechenland, studierte Englische Literatur, bevor er sich der visuellen Kommunikation und dem Fotojournalismus zuwandte. Zuletzt arbeitete er als fester Fotograf bei der Agentur Getty Images und lebte in New York. Er war als Fotojournalist unter anderem im Kosovo, in Angola, Sierra Leone, Liberia, Afghanistan, Kaschmir, im Irak und im Westjordanland unterwegs. Er wurde mehrfach ausgezeichnet.
Hondros wurde im Bürgerkrieg in Libyen bei einem Straßengefecht in Misrata im April 2011 zusammen mit dem Kriegsberichterstatter Tim Hetherington durch ein Granat-Geschoss der Gaddafi-treuen Truppen getötet.

## Auszeichnungen
- 2003: Honorable Mention, Spot News der World Press Photo Award, Amsterdam[4]
- 2003: John Faber Award des Overseas Press Club, New York[5]
- 2004: Nominierung für den Pulitzer-Preis, Kategorie Breaking News Photography für seine Arbeit in Liberia[6]
- 2004: Pictures of the Year International Competition, Missouri School of Journalism: 3rd Place and Honourable Mention, Conflict[7]
- 2006: Second Prize, Spot News der World Press Photo Award, Amsterdam[8]
- 2005: Robert Capa Gold Medal des Overseas Press Club, New York[9]
- 2007: American Photo für seine Arbeiten im  Magazin "Hero of Photography"
- 2007: Erster Platz des Days Japan International Photojournalism Awards
- 2008: Nominierung für den National Magazine Awards[10]

## Filme
- Hondros. 2017. Dokumentation von Greg Campbell und Jenny Golden über die Arbeit und das Leben von Chris Hondros, produziert von Jake Gyllenhaal und Jamie Lee Curtis.